# Зорі спектрального класу M

Відносний розмір зірок класу M з іншими зірками головної послідовності

Зорі спектрального класу M загалом мають ефективні температури менші за 4200°K. Вони містять у своїх спектрах лише лінії нейтральних (неіонізованих) металів та смуги ліній, що свідчать про наявність в їніх зоряних атмосферах певних молекул. Здебільшого, це молекули окису титану, лінії яких досягають максимуму своєї інтенсивності у підкласі М5, та окису ванадію, молекулярні смуги якого стають сильнішими у пізніших (холодніших) M зорях. За таких низьких ефективних температур лінії водню в спектрах зір спектрального класу M зовсім відсутні.

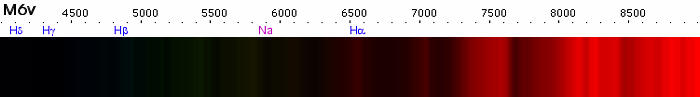
Спектр зорі класу M6V

## Червонісубкарликикласу M
Приклади: LEHPM 2-59, SSSPM J1930-4311

### Екстремальні субкарлики класу M
Приклади: APMPM J0559-2903

## Зорі головної послідовності класу M
Більшість зір головної послідовності має спектральний клас M. В околі Сонця ця цифра становить близько 76%

### Фізичні параметри зірГоловної Послідовностікласу M
В таблиці подано усереднені значення параметрів. Загалом, відповідні параметри окремо вибраної зорі даного спектрального класу можуть відрізнятися від поданих нижче.
| Клас | B-V  | V-R  | b-y | MV   | BC    | Teff, °K | R/RΟ | log g | M/MΟ | Vsin(i), км/сек. |
| ---- | ---- | ---- | --- | ---- | ----- | -------- | ---- | ----- | ---- | ---------------- |
| M0   | 1,41 | 1,28 | —   | 8,8  | −0,72 | 4212     | 0,48 | 4,7   | 0,46 | 1,5              |
| M2   | 1,50 | 1,50 | —   | 9,8  | −0,99 | 4076     | 0,43 | 4,7   | 0,40 | —                |
| M5   | 1,60 | 1,80 | —   | 12,0 | −1,52 | 3923     | 0,38 | 4,8   | 0,34 | —                |

Приклади: Проксіма Центавра, Зоря Барнарда, Альдебаран B, Gliese 581, Gliese 876, 2M0126AB

## Субгігантиспектрального класу M
Приклади:

## Гігантиспектрального класу M

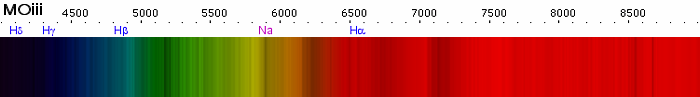
Спектр гіганта спектрального класу M0.

### Фізичні параметригігантівкласу M
В таблиці подано усереднені значення параметрів. Загалом, відповідні параметри окремо вибраної зорі даного спектрального класу можуть відрізнятися від поданих нижче.
| Клас | B-V  | V-R  | b-y  | MV   | BC    | Teff, °K | R/RΟ | log g | Vsin(i), км/сек. |
| ---- | ---- | ---- | ---- | ---- | ----- | -------- | ---- | ----- | ---------------- |
| M0   | 1,57 | 1,23 | 0,97 | −0,2 | −1,36 | 4212     | 100  | —     | —                |
| M2   | 1,60 | 1,34 | 1,00 | −0,2 | −1,52 | 4076     | 130  | —     | —                |
| M5   | 1,58 | 2,18 | —    | −0,2 | —     | 3923     | —    | —     | —                |

Приклади: Бета Пегаса

### Зорі класу M, що належать до асимптотичної гілки гігантів
Приклади: Міра A

## Надгіганти
Надгіганти в процесі зоряної еволюції досить часто змінюють свій спектральний клас від O чи B (блакитні надгіганти) до K чи M (червоні надгіганти) кілька раз, то в один, то в інший бік, внаслідок загоряння в їхніх надрах гелію, вуглецю й т.д.

### Фізичні параметринадгігантівкласу M
В таблиці подано усереднені значення параметрів. Загалом, відповідні параметри окремо вибраної зорі даного спектрального класу можуть відрізнятися від поданих нижче.
| Клас | B-V  | V-R  | MV | BC | Teff, °K | R/RΟ | log g | Vsin(i), км/сек. |
| ---- | ---- | ---- | -- | -- | -------- | ---- | ----- | ---------------- |
| M0   | 1,65 | 1,23 | —  | —  | 3850     | 230  | −0,5  | —                |
| M2   | 1,65 | 1,34 | —  | —  | 3800     | —    | —     | —                |

Від'ємне значення log g для надгігантів спектрального класу M свідчить про втрату ними своєї маси внаслідок зоряного вітру. За малої гравітації під тиском випромінювання верхні шари атмосфери червоних надгігантів витікають у навколишній міжзоряний простір.
Приклади: Бетельгейзе, Антарес, Рас Альґеті